# Mops leucostigma
Mops leucostigma är en fladdermus i familjen veckläppade fladdermöss som förekommer på Madagaskar och Komorerna. Populationen infogades en längre tid i Mops condylurus. Den ingick tidvis i släktet Tadarida.
Mops leucostigma blir utan svans 70 till 90mm lång, svanslängden är 32 till 49mm och vikten ligger mellan 12 och 38g. Djuret har 40 till 47mm långa underarmar och en vingspann av 315 till 345mm. Hannar är lite större än honor. Den korta pälsen är på ovansidan gråbrun och på undersidan ljusare till vitaktig. Vid axlarna finns en nästan naken fläck. Öronen sammanlänkas på pannan av en hudremsa. Arten har 7 till 8 veck i överläppen.
Arten lever i Madagaskars nordöstra, norra och västra delar och på Komorerna saknas den på Mayotte samt på Grande Comore. Fladdermusen vistas i låglandet och i låga bergstrakter upp till 950 meter över havet. Den hittas i lövfällande skogar och i regioner med odlingsmark. Individerna vilar i byggnader, i grottor och i håligheter i baobabträd. Födan utgörs av skalbaggar och halvvingar. I byggnader bildas kolonier med upp till 350 medlemmar och i andra gömställen samlas 7 till 25 exemplar. För jakten besöks vattendrag, stränder och andra öppna ställen. Även nattfjärilar och flugor jagas. Arten faller offer för fladdermusvråk.
Ibland sker jakt på arten för köttets skull. IUCN listar arten på grund av den stora utbredningen som livskraftig (LC).